# Bonarowa (herb szlachecki)
Bonarowa (Bonerorum, Hibryda, Ibryda, Chlebiński) – herb szlachecki.
- Opis herbu:

Na tarczy dzielonej w słup w polach: prawym srebrnym i lewym czerwonym lilia podwójna - czarna z prawej i srebrna z lewej. Nad hełmem w koronie rycerz zbrojny z prawej srebrny, z lewej czarny,   trzymający dwie chorągwie - w prawej ręce czarną, w lewej białą.
- Najwcześniejsze wzmianki:

Pierwsza wzmianka z XV wieku - pochodzi z Flandrii.
- Herbowni:

Andracki, Andradzki, Bal, Bonar, Bonarowicz, Chlebiński, Wichliński.